# Saint-Maurice-de-Rémens

Saint-Maurice-de-Rémens este o comună în departamentul Ain din estul Franței.